# Alexander Ramsay de Mar
Alexander Arthur Alfonso David Ramsay Maule de Mar (21 décembre 1919-20 décembre 2000) est le seul enfant de la princesse Patricia de Connaught, qui a renoncé à son titre royal quand elle a épousé le capitaine Alexander Ramsay en février 1919. Sa mère est le plus jeune enfant du prince Arthur de Connaught et Strathearn, le troisième fils de la reine Victoria et du prince Albert. Son père est le troisième fils de John Ramsay (13e comte de Dalhousie). Alexander est le cousin germain de la reine Ingrid de Danemark, du prince Gustave Adolphe (le père de l'actuel roi de Suède) et de leurs frères et sœurs, car leur mère, la princesse Margaret de Connaught, est la tante d'Alexander et l'épouse du prince héritier de Suède.

## Biographie
Il est né Alexander Arthur Alfonso David Maule Ramsay le 21 décembre 1919 dans la salle de bain de sa mère à Clarence House, alors résidence londonienne de son grand-père maternel, le duc de Connaught. Son baptême a lieu le 23 février 1920 à la Chapelle Royale du Palais Saint James et est suivi par le roi George V et les reines Mary et Alexandra, la princesse Louise, duchesse d'Argyll et la princesse Victoire-Eugénie de Battenberg. Ses parrains sont le prince de Galles, le roi Alphonse XIII, Mary du Royaume-Uni, Helena du Royaume-Uni, Hélène-Victoria de Holstein-Sonderbourg-Augustenbourg et le commandant Bolton Eyres-Monsell,.
Avec son cousin George Lascelles, il est page d'honneur lors du couronnement du roi George VI et de la reine Elizabeth. Après avoir quitté le Collège d'Eton la même année, il reçoit une commission dans les Grenadier Guards. Il est en service actif en Afrique du Nord pendant la Seconde Guerre mondiale. Il perd sa jambe droite lors d'une bataille de chars en Tunisie en 1943. En 1944, il rejoint le staff de son cousin, le duc de Gloucester, alors Gouverneur général d'Australie.
À son retour en Grande-Bretagne en 1947, il est informé qu'il héritera de Mar Lodge et de ses domaines de sa tante, Alexandra Duff. En préparation pour ce rôle, il étudie l'agriculture au Trinity College d'Oxford. Après avoir obtenu son diplôme en 1952, il travaille pendant trois ans comme facteur adjoint dans les domaines de Linlithgow à South Queensferry. Il hérite du domaine de Mar, devenant le nouveau Laird de Mar, en 1959. À ce moment, Lord Lyon lui permet d'ajouter la désignation "de Mar" à son nom. Une partie du domaine a dû être vendu pour payer les droits de succession et devient Mar Lodge Estate.
En 1956, Ramsay épouse Flora Fraser (née le 18 octobre 1930), fille unique d'Alexander Fraser, 20e Lord Saltoun, et chef du Clan Fraser. Sa femme succède à son père en tant que 21e Lady Saltoun et chef du clan Fraser à part entière en 1979. Par la suite, ils résident au siège familial de l'épouse, le château de Cairnbulg à Fraserburgh, dans l'Aberdeenshire. En 1971, il est devenu lord-lieutenant adjoint de l'Aberdeenshire.
Bien que les Ramsays de Mar n'aient pas de titres royaux et n'exercent aucune fonction publique, ils sont considérés comme des membres de la famille royale britannique élargie, participant à la plupart des grands événements royaux. Alexander Ramsay de Mar est décédé dans son domaine après une courte maladie, à la veille de son 81e anniversaire. Au moment de sa mort, il est l'un des cinq arrière-petits-enfants survivants de la reine Victoria.

## Famille
Le capitaine Alexander Ramsay de Mar et Lady Saltoun ont trois filles: 
- Katharine Fraser, maîtresse de Saltoun, sous-lieutenant d'Aberdeenshire depuis 2005 (née le 11 octobre 1957), mariée le 3 mai 1980, avec le capitaine Mark Malise Nicolson (né le 29 septembre 1954). Ils ont trois enfants et trois petits-enfants: 
  - Louise Alexandra Patricia Nicolson (née le 2 septembre 1984), elle épouse Charles Morshead le 25 mai 2013. Ils ont deux fils: 
    - Rory Thomas Malise Morshead (27 mai 2015)
    - Frederick Charles Merlin Morshead (15 mars 2018)

  - Juliette Victoria Katharine Nicolson (née le 3 mars 1988), elle épouse Simon Alexander Rood le 11 juillet 2015.
    - Albert "Albie" Alexander Gordon Rood (né le 7 juin 2018)

  - Alexander William Malise Fraser (né le 5 juillet 1990)
- Alice Elizabeth Margaret Ramsay de Mar (née le 8 juillet 1961) épouse David Alan Ramsey le 28 juillet 1990
  - Alexander David Ramsey (né le 17 décembre 1991)
  - Victoria Alice Ramsey (née le 7 avril 1994)
  - George Arthur Ramsey (né le 28 septembre 1995)
  - Oliver Henry Ramsey (né le 28 septembre 1995)
- Elizabeth Alexandra Mary Ramsay de Mar (née le 15 avril 1963)

Katharine Fraser est l'héritière présomptive de la pairie de sa mère et du chef du clan Fraser. Lord Lyon King of Arms a officiellement reconnu son utilisation du nom de famille Fraser en 1973. Sa fille aînée Louise a également utilisé ce nom de famille jusqu'à la naissance d'Alexandre, quand elle a cessé d'utiliser le nom de famille et son frère a commencé à l'utiliser.